# Цыбулина, Клавдия Фёдоровна
Клавдия Фёдоровна Цыбулина — советский хозяйственный, государственный и политический деятель, Герой Социалистического Труда.

## Биография
Родилась в 1929 году в Красноярске. Член КПСС.
С 1944 года — на хозяйственной, общественной и политической работе. В 1944—2010 гг. — слесарь-сборщица механического цеха, бригадир сборочного цеха, мастер сборочного цеха экспортной продукции, старший мастер, заместитель секретаря партийной организации цеха № 11 на Краснодарском заводе измерительных приборов, глава окружной секции филиала ККОО «Герои Отечества».
Указом Президиума Верховного Совета СССР от 2 июля 1966 года присвоено звание Героя Социалистического Труда с вручением ордена Ленина и золотой медали «Серп и Молот».
Избиралась депутатом Верховного Совета РСФСР 7-го созыва.
Жила в Краснодаре. Скончалась 2 сентября 2020 года.